# عصر طلایی نقاشی هلند
عصر طلایی نقاشی هلند (به انگلیسی: Dutch Golden Age painting) یک دورهٔ تاریخی در قرن ۱۷ میلادی است که بخشی از دوران طلایی هلند محسوب می‌شود.
در این دوره نقاشان بزرگی همچون رامبرانت، یوهانس فرمیر، فرانس هالس، یاکوب وان روئیزدال، یان استین و ماریا فان استرویک ظهور کرده و آثار بسیاری را خلق کرده‌اند.

## نگارخانه

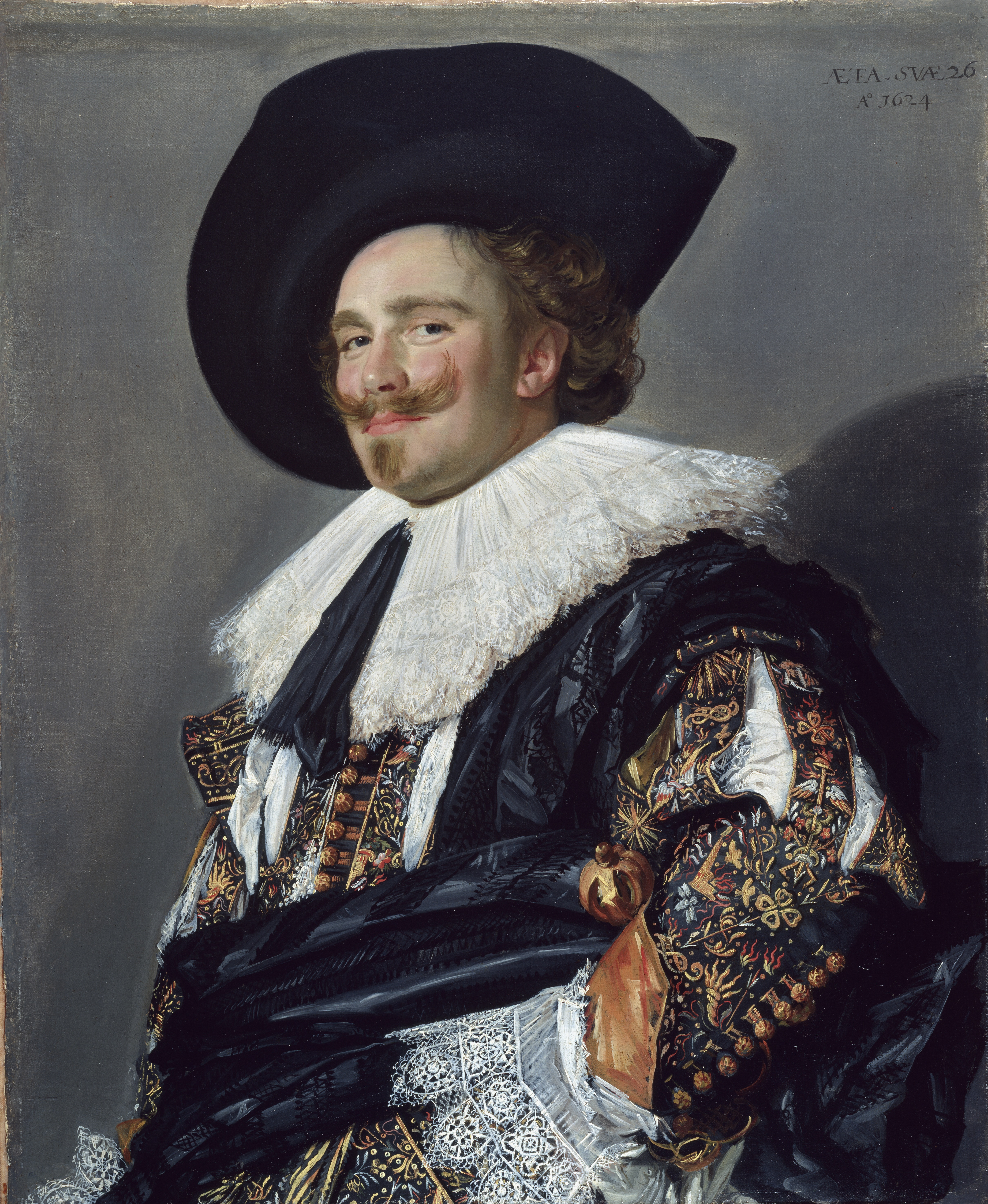
کاوالیه خندان ۱۶۲۴ م. اثر فرانس هالس مجموعهٔ والاس (en)
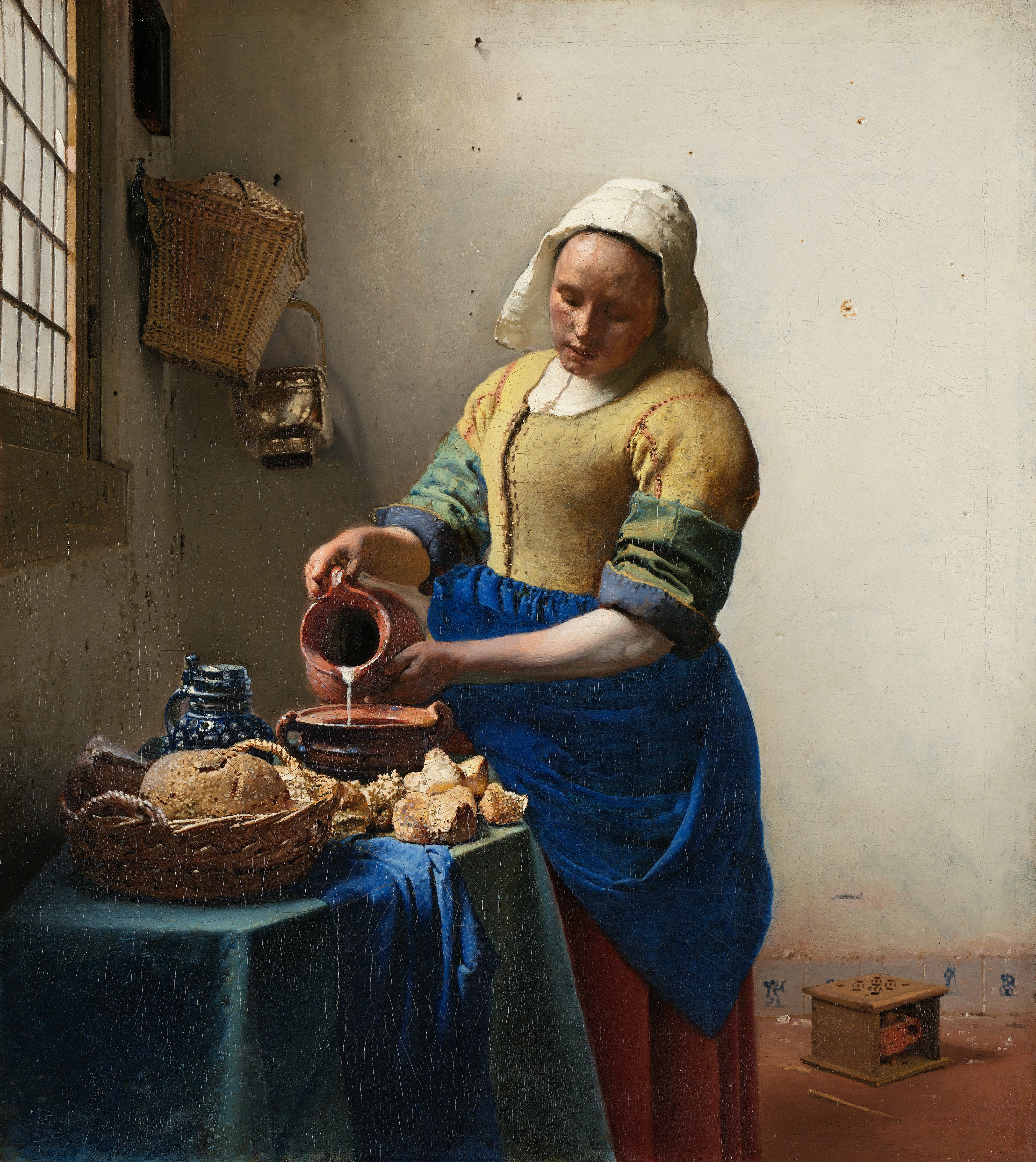
زن شیردوش حوالی ۱۶۶۰ م. اثر یوهانس فرمیر موزه ملی هلند
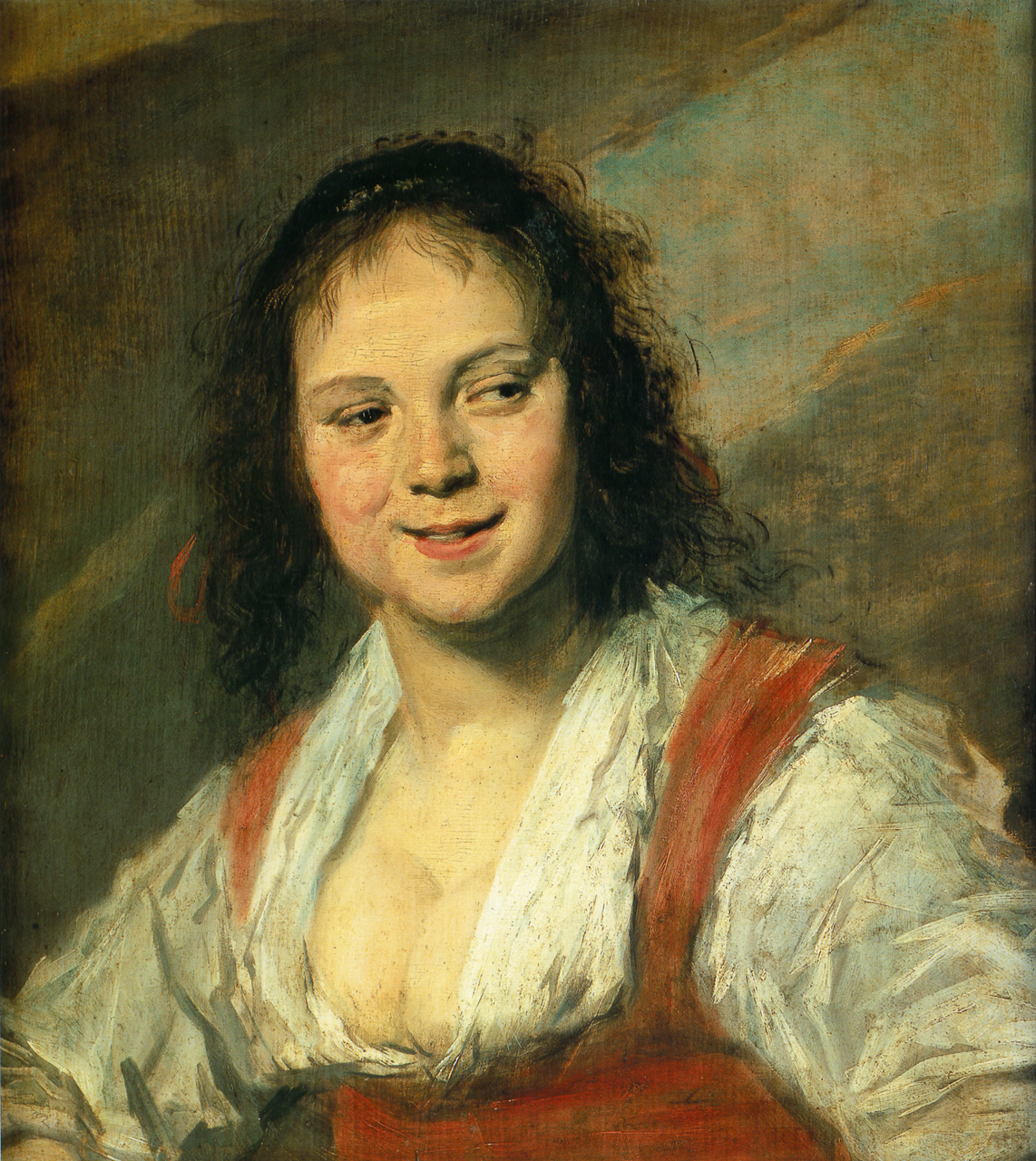
فرانس هالس
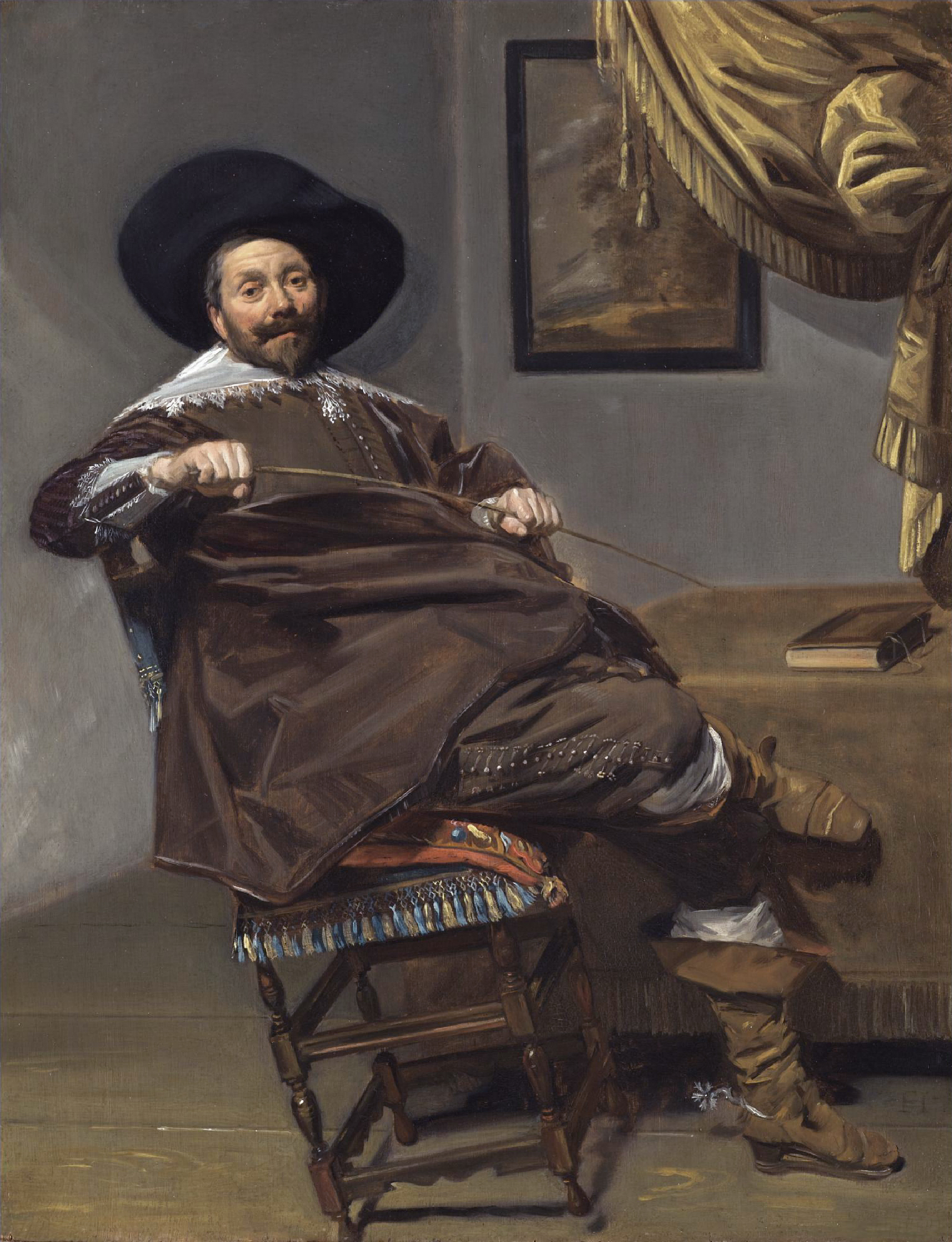
فرانس هالس
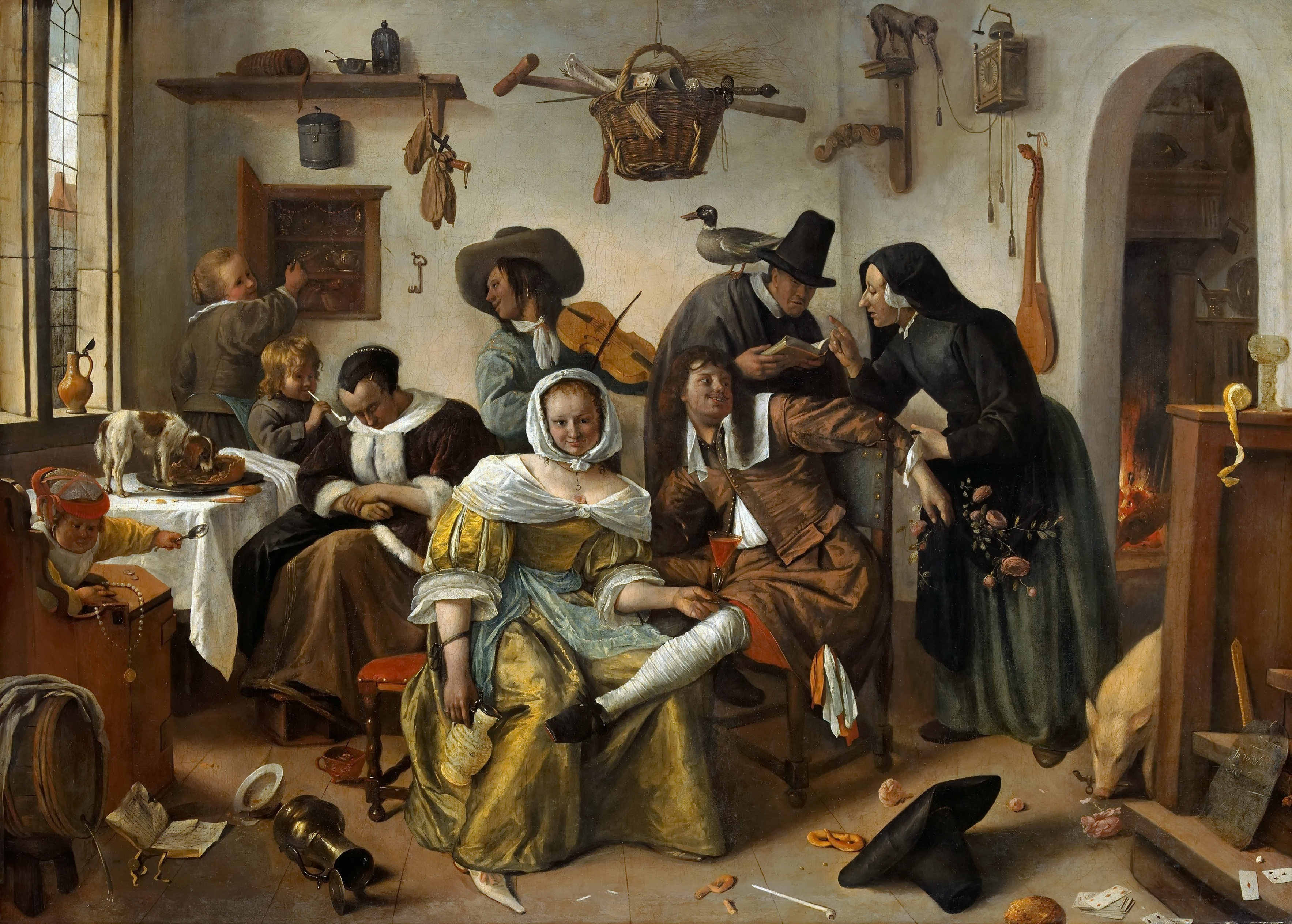
یان استین
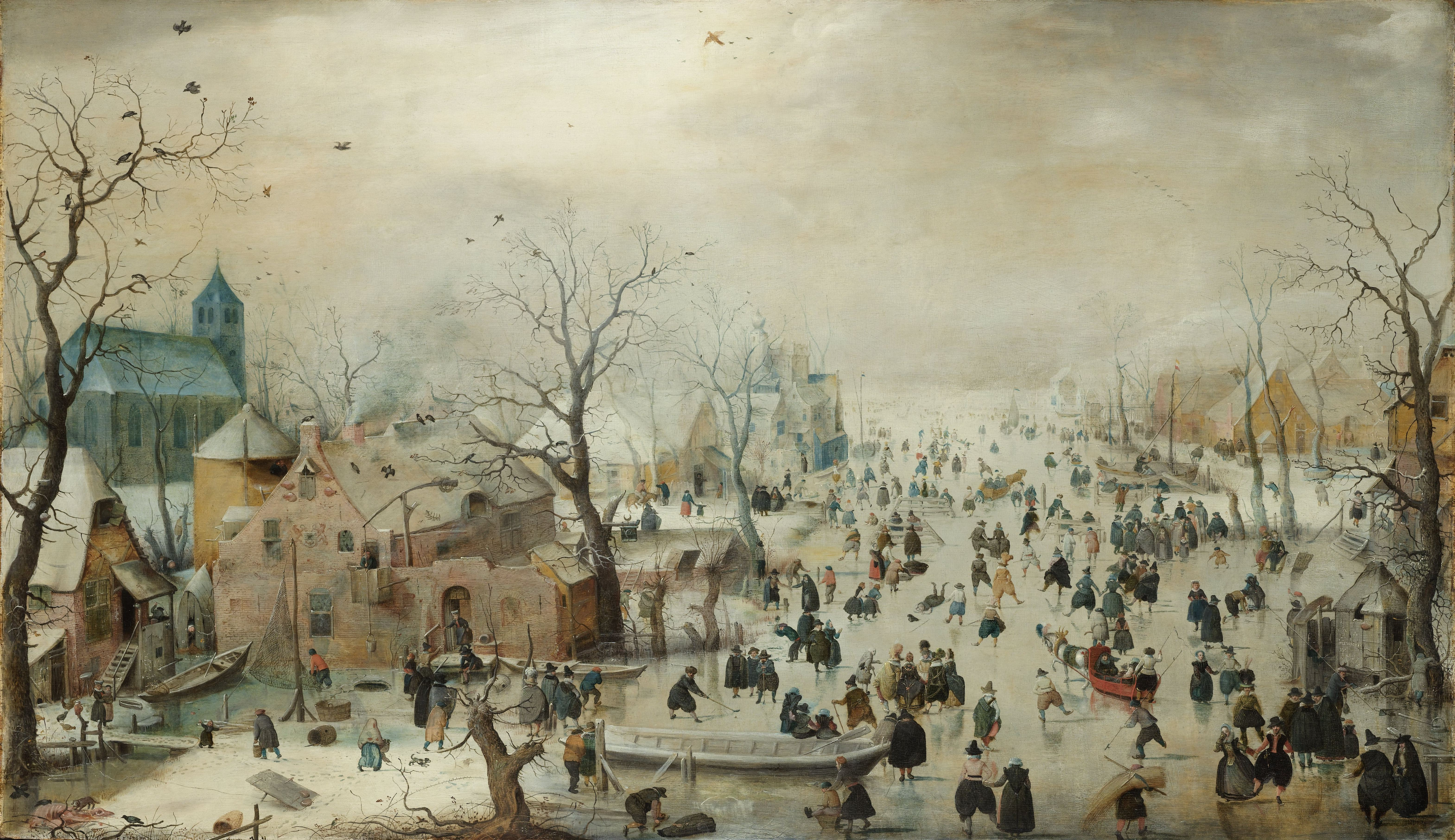
هندریک آورکامپ
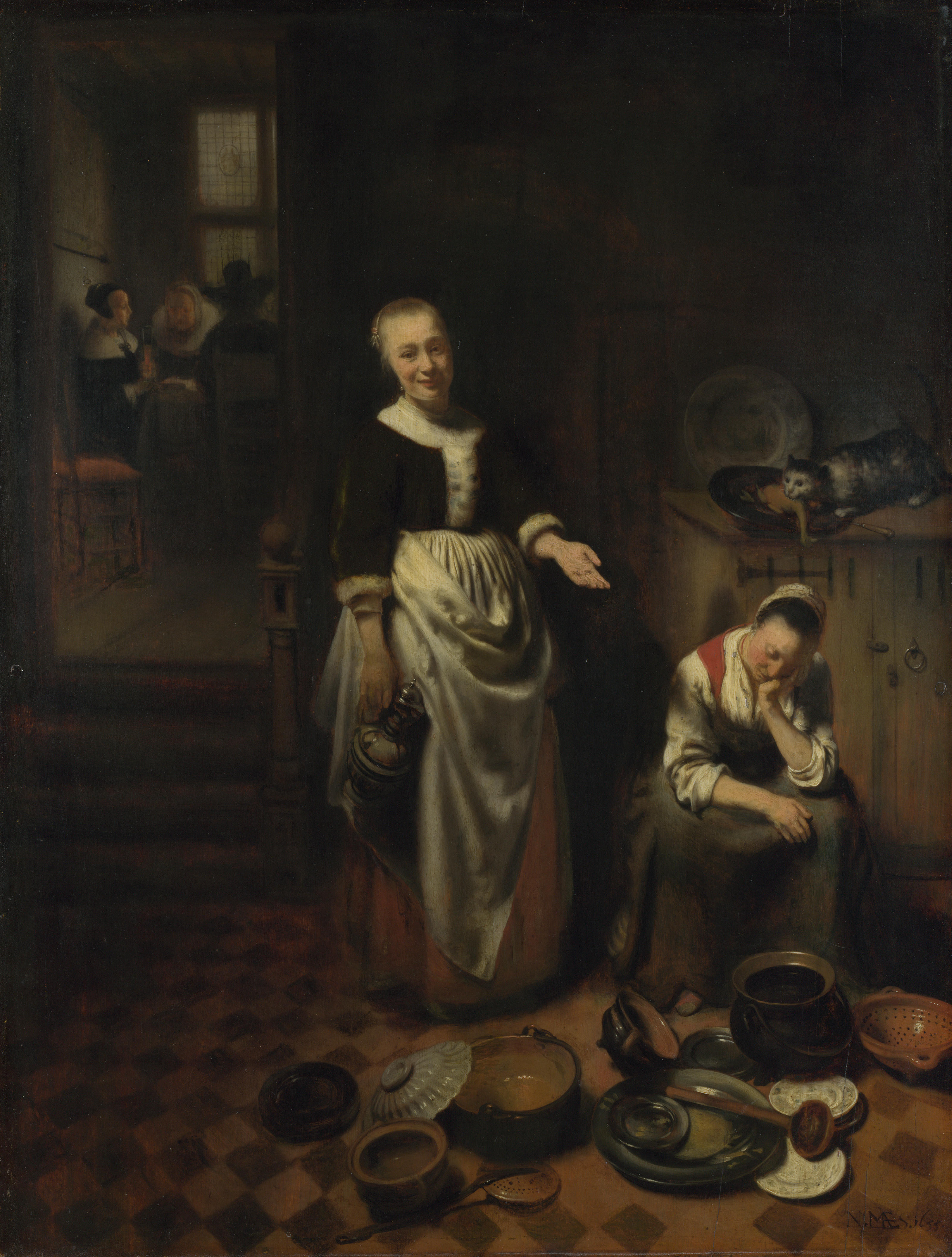
نیکولاس ماس
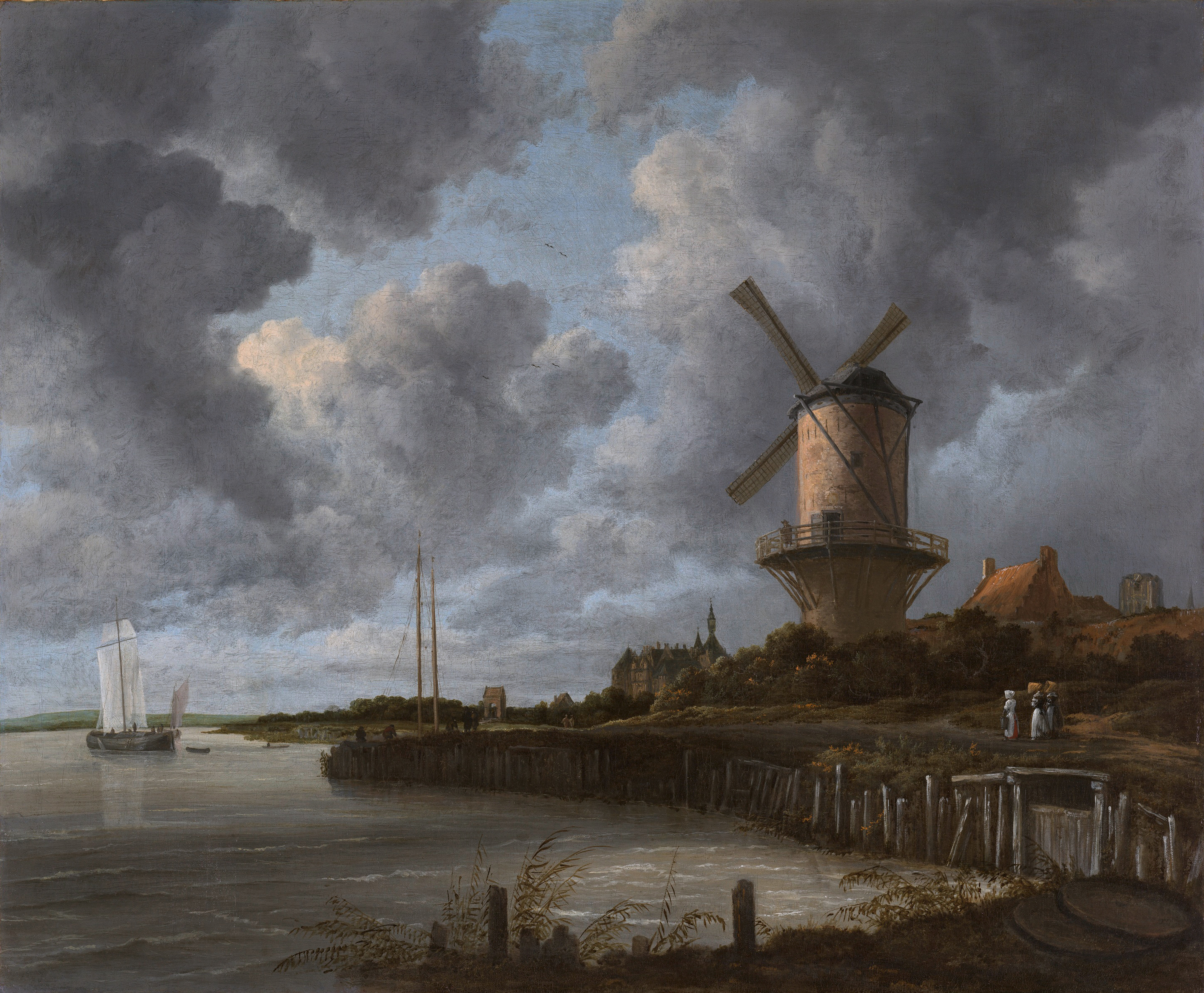
یاکوب وان روئیزدال
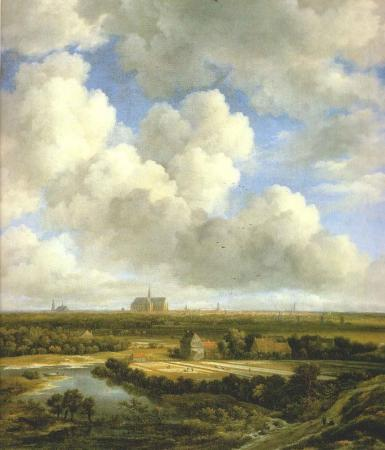
یاکوب وان روئیزدال
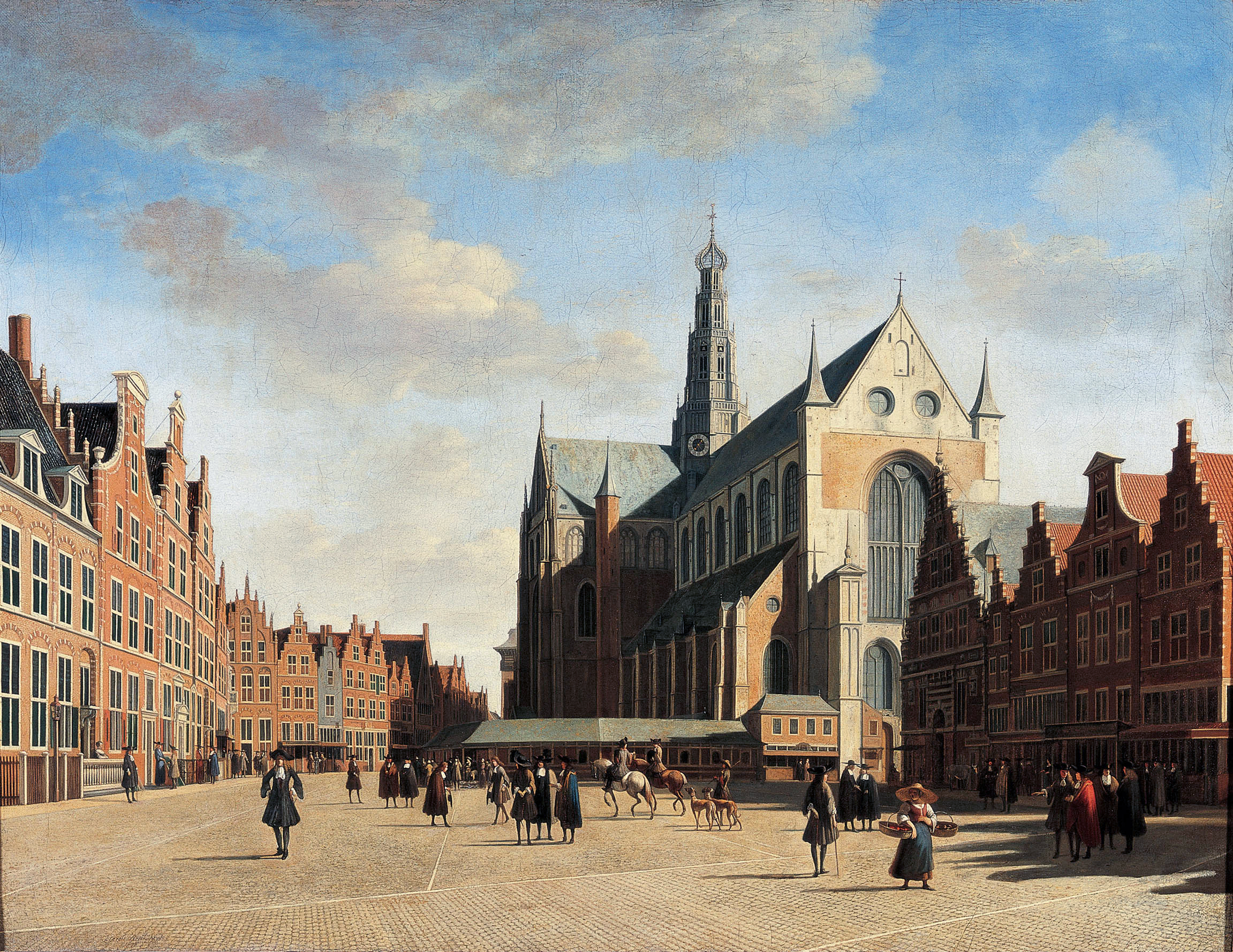
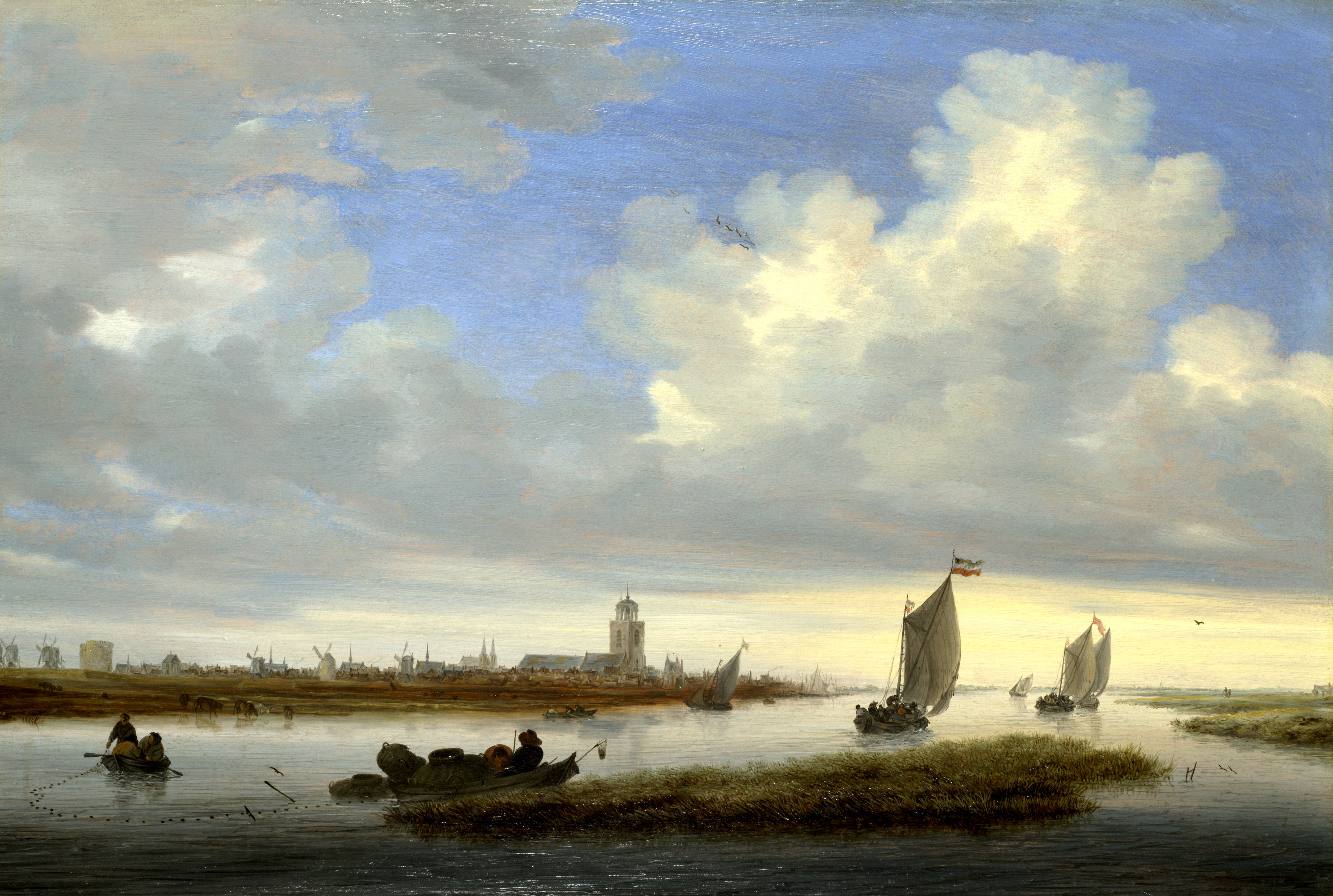
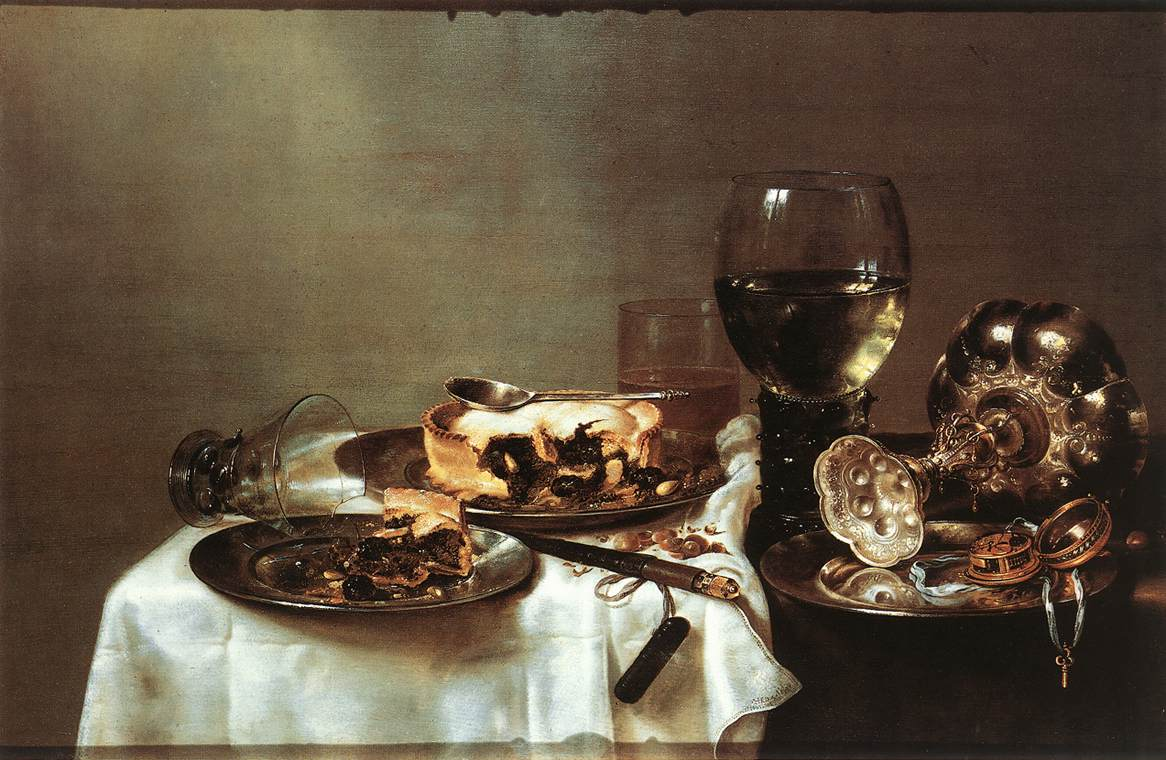